# Vatnsoyrar

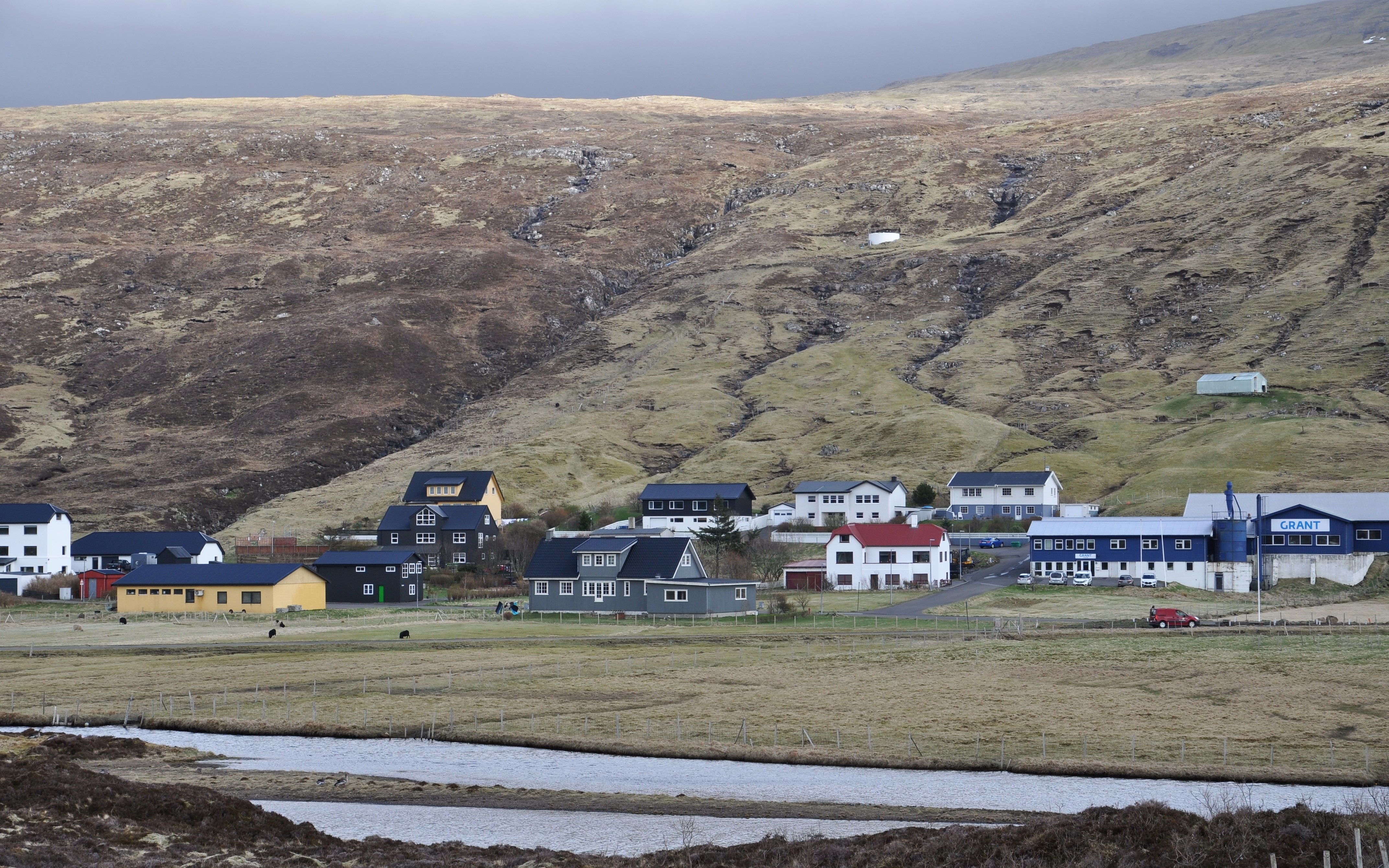
Vatnsoyrar

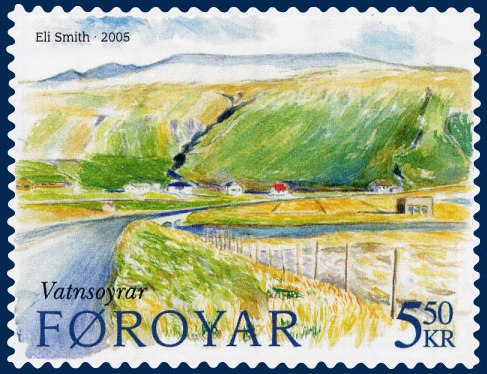
Briefmarke von Eli Smith, 2005.

Vatnsoyrar [vatnsɔiɹaɹ] auf der Insel Vágar ist der einzige Ort der Färöer, der nicht am Meer liegt. Dafür liegt er am größten Binnensee der Färöer, dem Sørvágsvatn.
- Einwohner: 54 (1. Januar 2007)
- Postleitzahl: FO-385
- Kommune: Vága kommuna

Vatnsoyrar wurde 1921 gegründet und ist damit einer der jüngsten Orte des Archipels. Die Royal Air Force nutzte während der britischen Besetzung der Färöer im Zweiten Weltkrieg den Sørvagsvatn als natürlichen Flugplatz für Wasserflugzeuge, während unmittelbar westlich des Sees der Flughafen Vágar gebaut wurde.
In Vatnsoyrar befindet sich ein kleines Automuseum (Vatnsoyra Bilasavn), unter anderem mit einem Ford T von 1915 und einem Ford TT Lastwagen von 1922. Die TT-Laster waren 1922 die ersten Autos auf den Färöern überhaupt. 
Darüber hinaus gibt es hier eine Fabrik für Türen und Fenster (Vatnsoyra Snikkaravirki).
Die Kommune plant seit 2006 eine erhebliche Erweiterung des Ortes mit 25 neuen Baugrundstücken, sodass sich die Einwohnerzahl mehr als verdoppeln würde.

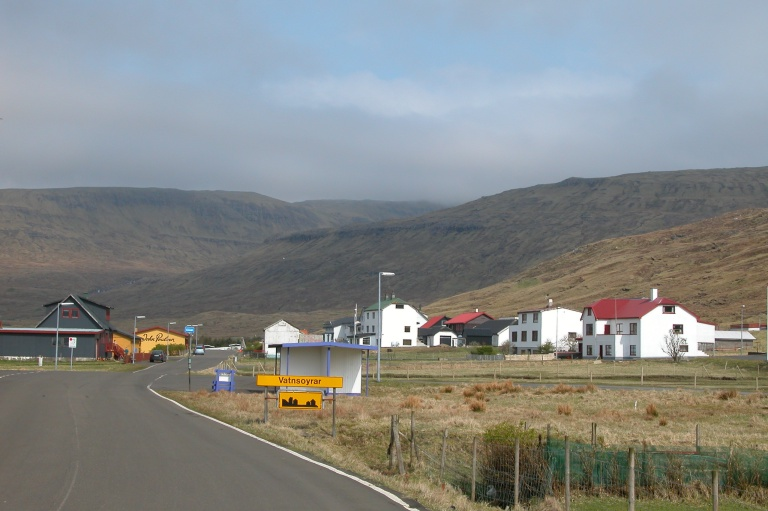
Ortseingang
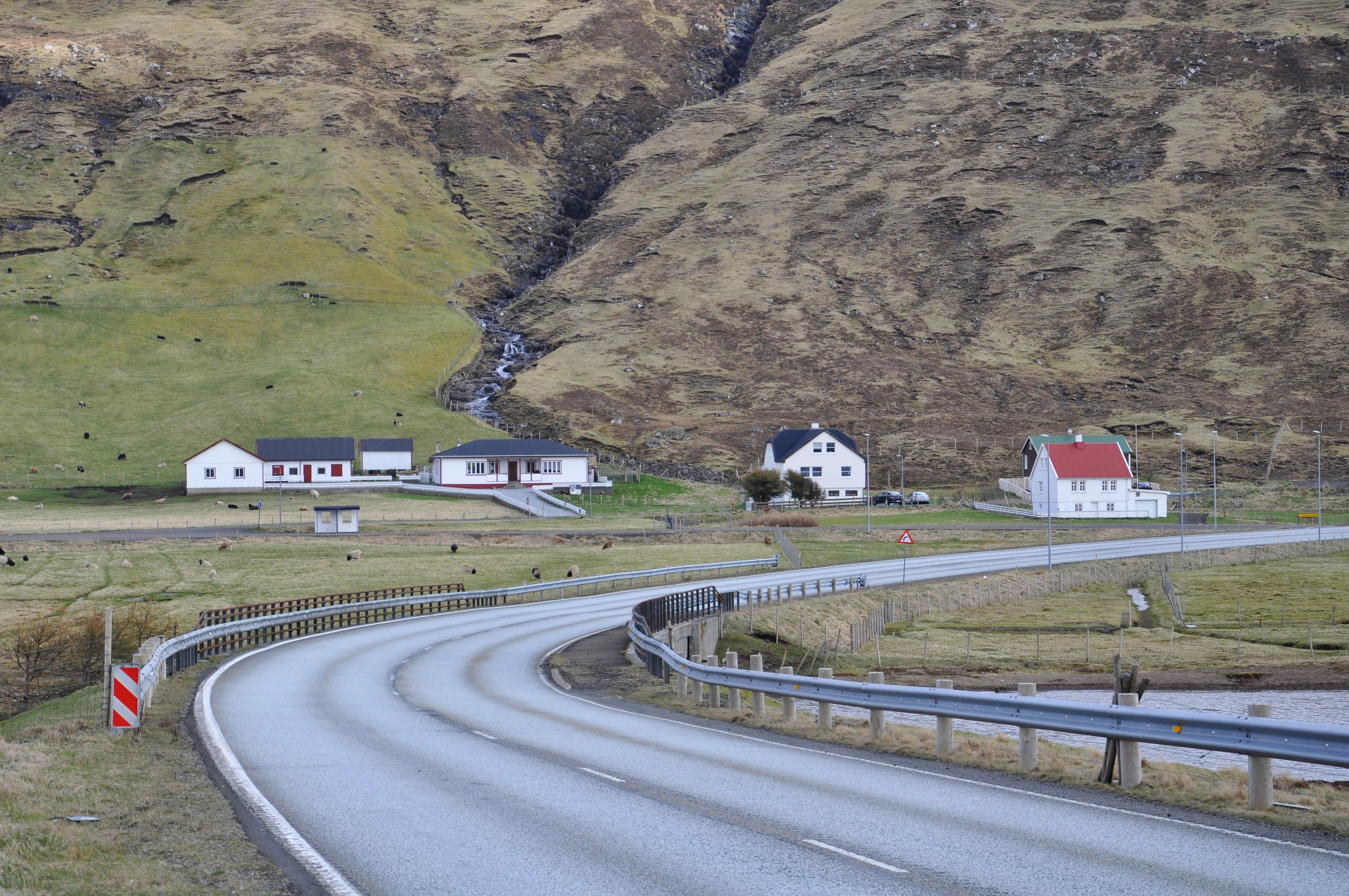
Hauptstraße Nr. 11 vorbei an Vatnsoyrar
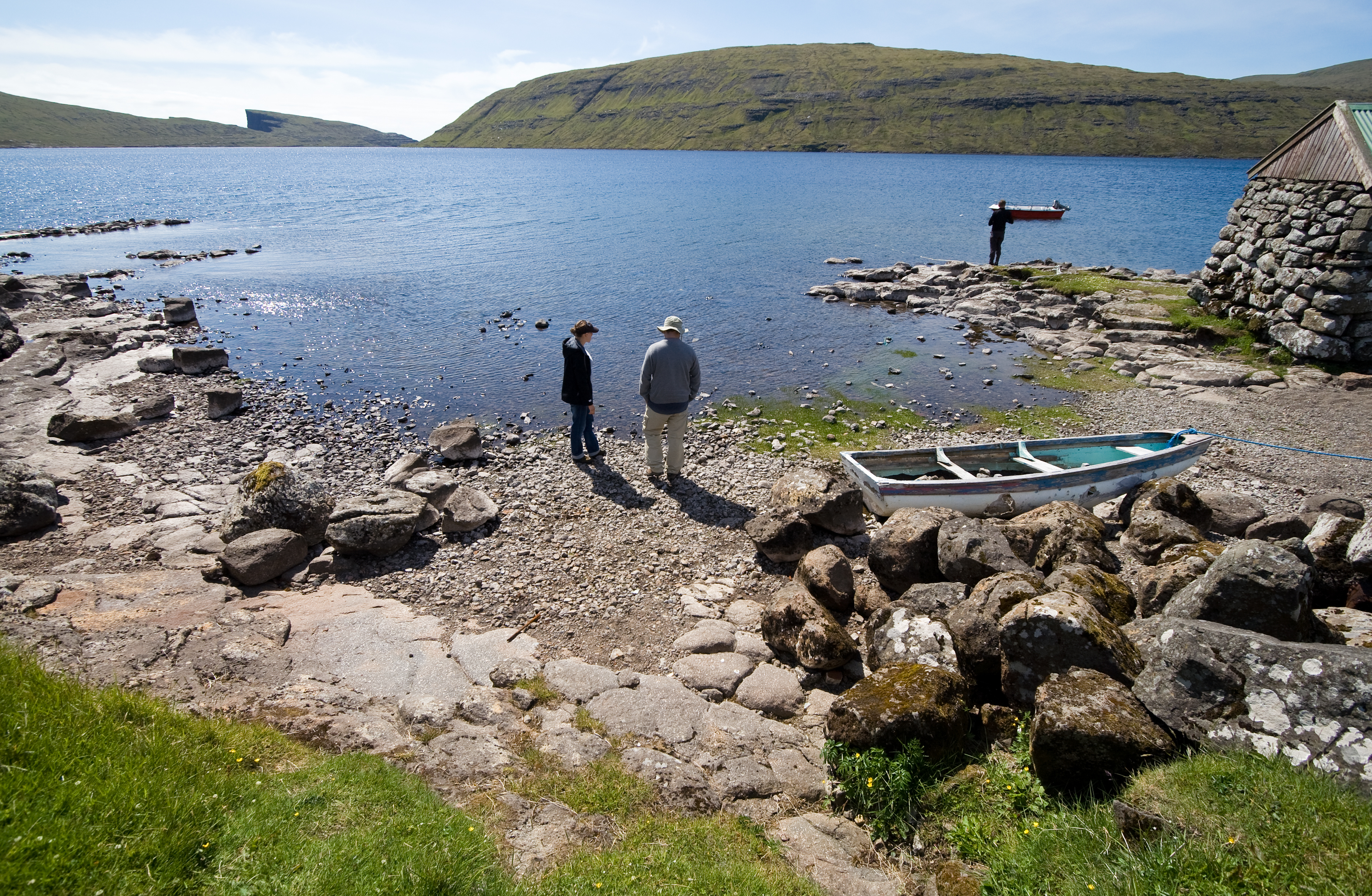
Szene am Sorvagsvatn